# 1-ша бригада оперативного призначення НГУ «Буревій»
1-ша Президентська бригада оперативного призначення імені гетьмана Петра Дорошенка «Буревій» (1 БрОП, в/ч 3027) — військове формування Національної гвардії України. Перебуває в складі 1-го корпусу НГУ «Азов». Одна зі штурмових бригад Гвардії наступу.

## Історія

### Створення та розвиток (1994-2014 роки)
27 березня 1994 року було створено 7-й полк спеціального призначення (7 ПСпП, в/ч 3027), згідно Постанови Кабінету Міністрів України від 11 березня 1994 року № 158 «Про створення у складі ВВ та КО МВС України частин спеціального призначення», з постійним місцем дислокації в с. Віта Поштова Київської області. У 1995 році полк переїхав в м. Ірпінь Київської області. Також, до структури полку спецпризначення «Барс» ввели авіаційний підрозділ, що базувався на аеродромі «Жуляни».
16 грудня 2002 року наказом МВС України № 1314 7-й полк спеціального призначення ВВ МВС України був реорганізований в 14-ту бригаду спеціального призначення «Барс» ВВ МВС України.
Наказом командувача Внутрішніх військ від 7 березня 2003 року № 83 у складі бригади був сформований антитерористичний загін спеціального призначення «Омега», який був укомплектований виключно офіцерами та призначений для виконання найскладніших завдань.

### Після відновлення Нацгвардії
27 липня 2014 року 14-та бригада спеціального призначення ВВ «Барс» була переформована на 1-шу бригаду оперативного призначення НГУ. Її оснащення кардинально відрізнялося від того, що було раніше. Вона стала першою бригадою Національної гвардії, яка отримала важку бронетехніку й гаубичну артилерію.
Згодом бригада взяла участь у звільненні українських міст та сіл від терористів в ході проведення АТО на сході України.
Під час боїв за Іловайськ бійці бригади тримали позиції в районі міста Комсомольське.
31 серпня 2015 року бійці бригади несли охорону громадського порядку в урядовому кварталі Києва. Того дня опозиційні партії організували мітинг під стінами Верховної Ради з вимогою не допустити прийняття змін до Конституції щодо децентралізації влади. Після голосування під стінами парламенту почалися масові сутички. В нацгвардійців жбурнули гранату, в результаті чого понад 50 з них були поранено і четверо загинули.
23 серпня 2017 року бригада отримала почесне найменування імені гетьмана Петра Дорошенка.

### Російське вторгнення 2022 року
17 лютого 2022 року, військовослужбовці Першої Президентської бригади оперативного призначення імені гетьмана Петра Дорошенка спільно з працівниками Нацполіції взяли під посилену охорону Київську ГЕС. «Враховуючи виклики сьогодення та всю відповідальність, яка покладена на підрозділи Національної гвардії України, до несення служби відібрані найбільш досвідчені військовослужбовці Першої Президентської бригади. Серед них є гвардійці, які несли службу в районі проведення ООС та мають бойовий досвід. Бійці мотивовані та готові спільно з поліцейськими забезпечити надійну охорону та безперебійне функціонування гідроелектростанції», — зазначив заступник начальника Північного Київського ТУ зі служби полковник Олег Дуда
За підрахунками «Книги пам'яті загиблих» до повномасштабного вторгнення РФ в Україну бригада втратила в зоні АТО/ООС вбитими щонайменш 6 вояків.
З 24 лютого 2022 року особовий склад військової частини виконує завдання в складі угрупування сил оборони міста Києва та його околиць, охороняючи важливі державні об'єкти та об'єкти інфраструктури. 15-16 березня 2022 під час боїв за село Мощун нацгвардійці Першої Президентської бригади понесли втрати в 6 вояків убитими.
Особовий склад бригади залучався для оборонних дій в містах Сєвєродонецьк та Лисичанськ Луганської області в червні-липні 2022 р. Восени та взимку 2022 р. підрозділи бригади виконували завдання на околицях м. Бахмут Донецької області.
У січні 2023 бригада реформується у бригаду «Гвардії наступу» яка отримала назву «Буревій», що також розшифровується як «бригада утилізації російських військових». Батальйони та артилерійські підрозділи тримали оборону в районі селища Білогорівка Луганської області навесні 2023 р. Із червня по грудень 2023 р. батальйонно-тактичні групи бригади тримають лінію фронту у Серебрянському лісі в напрямку Кремінної, Луганська область.
26 березня 2024 року 1-ша Президентська бригада оперативного призначення імені гетьмана Петра Дорошенка Національної гвардії України указом Президента України Володимира Зеленського відзначена почесною відзнакою «За мужність та відвагу».
15 квітня 2025 року стало відомо, що бригада увійшла до складу 1-го корпусу Національної гвардії України «Азов».

## Структура

### 2016
- стрілецька рота (резервна), 2016 рік[12]

### 2025
- 1-й батальйон оперативного призначення «Форпост»[13]
- 2-й батальйон оперативного призначення «Бастіон»[13]
- 3-й батальйон оперативного призначення «Гроза»[14]
- 4-й батальйон оперативного призначення «Хорив»,[13] командир — полковник Костянтин Вахрамєєв[15]
- батальйон безпілотних систем[16]
- батарея зенітних БпАК «Skyfall»[17]
- рота снайперів спеціального призначення «Bekas Company»[18]
- підрозділ технічних засобів розвідки «Зайчики Чркеса»[19]

## Командування
- на 2018: полковник Мусієнко Володимир Григорович[20]
- на 2023: полковник Мішакін Микола Миколайович[21]

## Оснащення
Бійці модернізованої бригади екіпіровані бронежилетами 5 категорії і мають сучасні засоби цифрового зв'язку.
На озброєнні бригади: бронеавтомобілі «Кугуар», оснащені автоматичними гранатометами, з екіпажем 8 осіб; бронемашини «Спартан» з великокаліберними кулеметами і 4-ма ПТРК «Корсар» для боротьби з танками і БМП; бронеавтомобілі «Дозор-Б» оснащені тепловізорами і великокаліберними кулеметами; кілька "БТР-3Е1" з протикумулятивними екранами і тепловізорами.

## Традиції
23 серпня 2017 року указом Президента України № 232/2017, ураховуючи бойові заслуги, мужність, зразкове виконання покладених завдань, високий професіоналізм особового складу, бригаді присвоєне почесне звання «Президентська імені гетьмана Петра Дорошенка». Найменування бригади: 1-ша Президентська бригада оперативного призначення імені гетьмана Петра Дорошенка Національної гвардії України.